# Região de previsão
Uma Região de previsão ((em inglês) forecast region) é uma área geográfica única para a qual os relatórios de  tempo individuais são emitidos.

## Canadá
No Canadá, o Serviço Meteorológico divide o país em várias regiões de previsão com a finalidade de emitir previsões de texto de rotina e avisos meteorológicos, como as províncias e os territórios do Canadá não usam um segundo nível comum de divisão administrativa esquema semelhante à divisão de estados em condados e paróquias nos Estados Unidos.  Devido à natureza localizada de alguns fenômenos climáticos, como chuva gelada tempestades e tornados, algumas regiões de previsão que foram consideradas mais propensas a tais fenômenos são ainda divididas em sub-regiões, especialmente nas Províncias das pradarias.  Partes do Norte da Colúmbia Britânica, do Norte do Quebec, da Labrador e dos territórios não pertencem a nenhuma região de previsão, devido à falta de qualquer população significativa nessas áreas.
Com a implementação de Codificação de mensagem de área específica no serviço Rádio meteorológico Canadá em 2007, cada região e sub-região de previsão recebeu um código exclusivo de seis dígitos conhecido como Código de localização canadense, ou CLC.  Esses códigos são programados para SAME-receptores rádio meteorológico da mesma maneira Código de condado FIPS são programados para receptores nos Estados Unidos, permitindo que apenas ativem e produzam um alerta quando o MSC emite avisos meteorológicos para as regiões de previsão que possuem seus códigos programados nos receptores.  Fora de Nunavut e os Territórios do Noroeste, CLCs são atribuídos usando o formato 0paabb, onde 0 é uma constante, p é uma província ou grupo provincial, ou territorial, aa refere-se a uma região de previsão específica, e bb, se não for zero, refere-se a uma sub-região.  Em Nunavut e nos Territórios do Noroeste, o formato é 09aaa0, onde aaa refere-se à região de previsão.  O formato é diferente nesses territórios, porque as suas densidades populacionais são muito mais baixas do que no resto do país.

### Lista de regiões de previsão por província e território
Se estiver visualizando esta página on-line, cada nome de região de previsão está vinculado a uma página no site do MSC detalhando todos os relógios e avisos atualmente em vigor para essa região.
| CLC    | Região                                   |
| ------ | ---------------------------------------- |
| 011100 | Condado de Kings                         |
| 011200 | Annapolis County                         |
| 011300 | Digby County                             |
| 011400 | Lunenburg County                         |
| 011500 | Queens County                            |
| 011600 | Shelburne County                         |
| 011700 | Yarmouth County                          |
| 012100 | Cumberland County - Minas Shore          |
| 012200 | Cumberland County Norte e Cobequid Pass  |
| 012300 | Colchester County - Cobequid Bay         |
| 012400 | Colchester County Norte                  |
| 012500 | Hants County                             |
| 012600 | Colchester County - Truro e sul          |
| 012700 | Halifax Metro e Halifax County West      |
| 012800 | Halifax County - a leste do Lago Porters |
| 013100 | Pictou County                            |
| 013200 | Guysborough County                       |
| 013300 | Antigonish County                        |
| 014100 | Richmond County                          |
| 014200 | Inverness County - sul de Mabou          |
| 014300 | Inverness County - Mabou e norte         |
| 014400 | Victoria County                          |
| 014500 | Sydney Metro e Cape Breton County        |

| CLC           | Região                                                  | Sub-regiões |
| ------------- | ------------------------------------------------------- | --- |
| 015100        | Fredericton e southern York County                      | |
| 015200        | Oromocto e Sunbury County                               | |
| 015300        | Grand Lake e Queens County                              | |
| 015400        | Sussex/Kennebecasis Valley and Kings County             | |
| 015500        | Saint John e Condado                                    | |
| 015600        | St. Stephen e Condado de Charlotte do Norte             | |
| 015700        | Grand Manan e coastal Charlotte County                  | |
| 016100        | Woodstock e Carleton County                             | |
| 016200        | Stanley-Doaktown-Blackville Area                        | |
| 016300        | Condado de Kent                                         | |
| 016400        | Moncton e sudeste de New Brunswick                      | |
| 016500        | Parque nacional de Kouchibouguac                        | |
| 016600        | Parque Nacional Fundy                                   | |
| 017100        | Edmundston e Madawaska County                           | |
| 017200        | Campbellton e Restigouche County                        | \| 2 sub-regiões \| 2 sub-regiões \| \| ------------- \| ------------------------------------------------------- \| \| 017210 \| Meio ocidental do Condado de Restigouche \| \| 017220 \| Campbellton e metade oriental do Condado de Restigouche \| |
| 017300        | Grand Falls e Victoria Condado                          | |
| 017400        | Mount Carleton-Renous Highway                           | |
| 017500        | Bathurst e Chaleur Região                               | |
| 017600        | Miramichi e Área                                        | |
| 017700        | Península Acadiana                                      | |
| 2 sub-regiões |                                                         | |
| 017210        | Meio ocidental do Condado de Restigouche                | |
| 017220        | Campbellton e metade oriental do Condado de Restigouche | |

| CLC    | Região           |
| ------ | ---------------- |
| 018100 | Condado de Kings |
| 018200 | Prince (condado) |
| 018300 | Queens (condado) |

## Estados Unidos
Nos Estados Unidos, o Serviço Nacional de Meteorologia usa previsão de zonas, onde geralmente cada condado é uma zona. Para os condados perto do oceano, normalmente existem duas zonas: costeira e interior.  O mesmo é verdadeiro para condados que são parte montanha e parte planície, ou para condados bastante longos. Este sistema antigo não é usado para avisos, que são baseados em códigos FIPS (dois dígitos para o estado, três para o condado ou cidade independente), com o dígito inicial para as divisões opcionais do sub-condado.  Ambos estão se tornando menos importantes com o advento das caixas de aviso ponto de previsão e polígono com base em linhas desenhadas entre os pontos coordenadas geográficas. As coordenadas desses pontos estão listadas no final de cada aviso.
O termo área de advertência do condado também é usado para indicar a área de responsabilidade para cada escritório de previsão do NWS.  The área de previsão geralmente é sinônimo de faixa de difusão de todos NOAA Weather Radio estações programado a partir de qualquer escritório em particular, embora o indicativo de transmissão seguido de "área de escuta" seja frequentemente usada.